# كاميلا روثرفورد
كاميلا روثرفورد (بالإنجليزية: Camilla Rutherford)‏ هي عارضة وممثلة بريطانية، ولدت في 20 سبتمبر 1976 في المملكة المتحدة.

## أعمال

### أفلام
- (2001) منتزه جوسفورد[1]
- (2004) فانيتى فير[2][3]
- (2008) على حافة الحب[4]
- (2017) بريث
- (2017) فانتوم ثريد

## وصلات خارجية
- كاميلا روثرفورد على موقع IMDb (الإنجليزية)
- كاميلا روثرفورد على موقع ألو سيني (الفرنسية)
- كاميلا روثرفورد على موقع أول موفي (الإنجليزية)
- كاميلا روثرفورد على موقع قاعدة بيانات الأفلام السويدية (السويدية)
- كاميلا روثرفورد على موقع قاعدة بيانات الفيلم (الإنجليزية)
- كاميلا روثرفورد على موقع كينوبويسك (الروسية)